# Енисей (ракета-носитель)
«Енисей» — российская ракета-носитель сверхтяжёлого класса (РН СТК-1), первая сверхтяжёлая РН, разрабатываемая российской промышленностью в постсоветский период.
Головная организация-разработчик — РКК «Энергия».
Разрабатывается в рамках федеральной целевой программы «Создание космического ракетного комплекса сверхтяжёлого класса на 2020—2030 годы» (подготовлена совместно с РАН весной 2019 года), которая оценивается в 1,5 трлн рублей. Основная ракета-носитель второго этапа российской лунной программы.
В 2021 году «Роскосмос» приостановил разработку до 2024 года из-за недостатка финансирования.
Первый пуск ожидается после 2033 года с космодрома Восточный.
На базе РН «Енисей» до остановки работ в 2021 году разрабатывалась, путём добавления четвёртой ступени, ракета-носитель «Дон» (РН СТК-2).

## Разработка
Своё название ракета получила в конце 2018 года, до этого именовалась «РН СТК» («ракета-носитель сверхтяжёлого класса») либо «Сверхтяжёлая ракета-носитель».
Предприятия «Роскосмоса», участвующие в разработке:
- РКК «Энергия» имени С. П. Королёва — головной разработчик сверхтяжёлого носителя[7]; головной разработчик ракетного комплекса сверхтяжёлого носителя.
- РКЦ «Прогресс» — соисполнитель работ по созданию сверхтяжёлого носителя и его ракетного комплекса совместно с РКК «Энергия».
- ГКНПЦ имени М. В. Хруничева — разработчик третьей ступени.
- НПО «Энергомаш» имени академика В. П. Глушко — разработчик керосиновых двигателей первой ступени РД-171МВ.
- КБХА — разработчик керосиновых двигателей второй ступени РД-0124МС и водородных двигателей третьей ступени РД-0150.
- Воронежский механический завод — изготовитель двигателей второй ступени РД-0124МС.
- Холдинг «Российские космические системы» — разработчик системы телеметрии, обеспечивающей наблюдение параметров пусков[8].
- НПО «Техномаш» — технологическое сопровождение создания изделия: разработка директивной технологии изготовления центрального блока, разработка проекта завода сборки центрального блока носителя, участие в подготовке предложений по ключевым применяемым технологиям и в анализе будущей кооперации изготовления[9].
- ЦЭНКИ — разработчик наземной инфраструктуры и соисполнитель работ вместе с РКК «Энергия».
- ЦНИИмаш — обеспечение контроля за проектированием ракеты-носителя.
- Организация «Агат» — головной экономический научно-исследовательский институт ракетно-космической промышленности России.
- Научно-испытательный центр ракетно-космической промышленности (НИЦ РКП) — создание специализированного ПО для моделирования огневых испытаний двигателей сверхтяжёлого носителя.
- НПО автоматики имени академика Н. А. Семихатова — создание системы управления.
- ЦАГИ имени профессора Н. Е. Жуковского — отработка проблем аэродинамики, тепла и динамики полёта ракеты-носителя.

Также ведомства, не входящие в состав «Роскосмоса»:
- Военное представительство Министерства обороны Российской Федерации — контроль за ходом выполнения, качеством и техническая приёмка результатов ОКР «Разработка эскизного проекта космического ракетного комплекса сверхтяжёлого класса».
- Российский федеральный ядерный центр — создание суперкомпьютера (гибридная кластерная вычислительная система ГКВС-25 общей производительностью 85 терафлопс) для проведения виртуального моделирования огневых испытаний двигателей.

### Хронология разработки
В 2021-м году российская космическая промышленность начала подготовку к созданию кислородно-метанового сверхтяжёлого носителя по проекту главного конструктора В. Д. Горохова. Это первый и уникальный случай в истории современной российской космонавтики, когда концепцию будущего носителя определяет двигателист. В советской космонавтике подобное удавалось сделать лишь академику В. П. Глушко. Но современная российская космонавтика отличается от советской качественно и по «человеческому фактору», кадровой составляющей, и по системе и культуре общественных и производственных отношений, и по финансированию и господдержке на высших уровнях власти, по техническому и научному уровню, по целям и задачам, по перспективам и её роли в мире; по многим другим составляющим.  
| Вид работ                                                     | Сроки             |
| ------------------------------------------------------------- | ----------------- |
| Начало работ по созданию РД-171МВ                             | июнь 2017 года    |
| Начало НИР по РД-0150                                         | июнь 2017 года    |
| Предварительная оценка стоимости работ над РН СТК             | октябрь 2017 года |
| Указ Президента РФ о создании КРК СТК                         | январь 2018 года  |
| Официальное название для РН СТК                               | январь 2019       |
| Технико-экономическое обоснование проекта КРК СТК             | весна 2019 года   |
| Эскизное проектирование                                       | 2018—2019 годы    |
| Техническое проектирование (приостановлено 15-09-2021)        | ноябрь 2021 года  |
| Приостановка работ в ожидании перспективных технологий        | февраль 2021 года |
| НИОКР, проектно-изыскательские и строительно-монтажные работы | 2020—2028 годы    |
| Лётно-конструкторские испытания                               | после 2033 года   |

Первоначальные планы и урезание ФКП на 2016—2025 годы
- конец июня 2012 года — источник в «Роскосмосе» сообщил СМИ о разработке по поручению Совета безопасности России концепции создания сверхтяжёлой ракеты-носителя, способной вывести до 70 тонн полезной нагрузки на НОО и пригодной для пилотируемого полёта к Луне. Разработка ракеты-носителя сверхтяжёлого класса планируется на 2021—2025 годы[11].
- 20 августа 2012 года глава РКК «Энергия» Виталий Лопота предложил создать сверхтяжёлую ракету-носитель под названием «Содружество» совместно с Украиной и Казахстаном, с использованием технологий, применявшихся в программе «Энергия-Буран». Грузоподъёмность носителя должна была составлять от 60 до 70 тонн, первая и вторая ступени должны были компоноваться из пяти блоков на основе двигателей РД-171М, вместо кислородно-водородного двигателя на верхней ступени предполагалось использовать некий кислородно-керосиновый двигатель. Носитель предполагалось создать за 5-7 лет при условии устойчивого финансирования[12][13].
- В 2013 году ЦНИИмаш, совместно с предприятиями ракетно-космической отрасли, разработал системный проект по созданию сверхтяжёлого носителя для космодрома «Восточный», базовый вариант которого получил название «Энергия-3» с грузоподъёмностью до 90 т на НОО.
- В конце января 2014 года глава «Роскосмоса» Олег Остапенко заявил СМИ, что ведомство собирается создать носитель, способный выводить до 80 тонн груза на НОО[14]; 24 апреля Олег Остапенко сообщил, что в проект ФКП на 2016—2025 годы включено создание сверхтяжёлой ракеты-носителя грузоподъёмностью 70-80 тонн на НОО на первом этапе и создание сверхтяжёлой ракеты-носителя грузоподъёмностью от 100 до 120 тонн НОО на втором этапе. При созданни носителя будет использован задел от носителя «Энергия»[15].
- В конце мая 2014 года генеральный директор ЦНИИмаш Александр Мильковский в интервью СМИ заявил, что РКК «Энергия», ЦСКБ «Прогресс», ГКНПЦ имени М. В. Хруничева и ОАО «ГРЦ Макеева» предложили «Роскосмосу» ряд предпроектных проработок ракет-носителей сверхтяжёлого класса различной грузоподъёмности[16].
- 9 июня 2014 года глава «Роскосмоса» Олег Остапенко сообщил СМИ о ведении работ над сверхтяжёлой ракетой. По его словам, на первом этапе будет создаваться ракета грузоподъёмностью 80-85 тонн на НОО, которой достаточно для лунной программы. Затем носитель будет модернизирован за счёт замены двигателей с кислородно-керосиновых и кислородно-водородных на метановые, которые позволят ракете выводить на НОО нагрузку до 190 тонн. Кроме того, Остапенко не исключал, что носитель будет создаваться в кооперации РКК «Энергия», Центра им. Хруничева и ЦСКБ «Прогресс»[17].
- 2 сентября 2014 года глава «Роскосмоса» Олег Остапенко сообщил СМИ о ведении работ над обликом сверхтяжёлой ракеты, к производству которой можно будет приступить в 2015 году за счёт сэкономленных средств на сокращении количества стартовых столов для «Ангары» в Плесецке и Восточном с четырёх до двух[18].
- 2 сентября 2014 года — президент Владимир Путин одобрил создание сверхтяжёлой ракеты-носителя грузоподъёмностью до 150 тонн[19].
- 15 декабря 2014 года глава Роскосмоса Олег Остапенко сообщил СМИ, что облик новейшей сверхтяжелой ракеты-носителя будет рассмотрен в январе 2015 года из поступивших проектов от трех ведущих предприятий отрасли[20]. Среди них — проект РКЦ «Прогресс» с грузоподъемностью 85-90 тонн на НОО[21].
- В январе 2015 года «Роскосмос» планировал начать рассмотрение трёх проектов по созданию сверхтяжёлой ракеты-носителя (РКК «Энергия», ЦСКБ «Прогресс», ГКНПЦ имени М. В. Хруничева)[22], но перенёс эту процедуру на весну того же года.
- март 2015 года — «Роскосмос» отказался от создания сверхтяжёлой ракеты примерно до 2025 года, мотивировав это тем, что до 2030—2035 года у России не будет потребности в выведении на орбиту моногрузов массой 50-70 тонн[23]. Таким образом, по подсчётам «Роскосмоса», удастся сэкономить 215 млрд рублей[24]. В результате проект сверхтяжёлой ракеты не вошёл в принятую весной Федеральную космическую программу на 2016—2025 годы.
- 12 марта 2015 года на основании заключений головных институтов отрасли решением научно-технического совета «Роскосмоса», в качестве основного (базового) варианта сверхтяжёлого носителя утверждена «Энергия-3» стартовой массой 1938 т с грузоподъёмностью 90 т на НОО и сверхтяжёлого варианта носителя второго этапа (модернизированного) «Энергия-6» стартовой массой 3570 т с грузоподъёмностью 170 т на НОО. Компоновочная схема базового варианта РН аналогична советской «Энергии» (РД-170М на первой ступени и РД-0120 на второй ступени). Увеличение грузоподъёмности модернизированного носителя осуществляется за счёт изменения количества ускорителей первой ступени с трёх до шести и повышения массы заправляемого топлива в блоке второй ступени примерно в полтора раза при увеличении длины обечаек на 21,2 м и сохранении диаметра топливных отсеков на уровне 8,7 м.
- 24 марта 2015 года глава Научно-технического совета «Роскосмоса» Юрий Коптев заявил СМИ, что сверхтяжёлая ракета грузоподъёмностью 70-80 тонн будет создана в 2028 году[25].
- 13 апреля 2015 года глава «Роскосмоса» Игорь Комаров на встрече с президентом Владимиром Путиным и вице-премьером Дмитрием Рогозиным заявил, что «Роскосмосу» удалось найти схему, при которой стоимость «сверхтяжёлого проекта» будет уменьшена в десять раз и составит 60 млрд рублей[26].
- 22 апреля 2015 года глава «Роскосмоса» Игорь Комаров сообщил СМИ, что решение о создании сверхтяжёлой ракеты-носителя отложено, а лунная миссия будет решаться с помощью «Ангары». При этом в новой Федеральной космической программе на 2016—2025 годы будет прописан научно-технический задел по созданию сверхтяжа в будущем[27].
- Конец января 2016 года — вследствие сокращения ФКП на 2016—2025 годы с 2 трлн до 1,4 трлн рублей «Роскосмос» сдвинул сроки создания сверхтяжёлого носителя с 2030 на 2035 год[28][29].
- 20 января 2016 года глава «Роскосмоса» Игорь Комаров сообщил СМИ о возможности создания сверхтяжёлого носителя на базе носителя среднего класса «Феникс»[30].
- В конце августа 2016 года «Роскосмос» объявил, что намерен создать ракету-носитель сверхтяжёлого класса — первая и вторая ступени будут использовать двигатели РД-171 (наследие советской программы «Энергия — Буран»), а третью ступень предполагается использовать от результатов научно-технического задела при разработке водородного блока для «Ангары-А5В». По словам генерального директора РКК «Энергия» Владимира Солнцева, такой подход позволит сократить срок разработки: 5—7 лет с момента начала работ над программой. Новый носитель сможет выводить до 80 тонн на НОО и станет основой ракетой-носителем российской лунной программы. В случае необходимости данный носитель возможно будет подвергнуть модернизации, увеличив грузоподъёмность до 120—160 тонн за счёт изменения компоновки[31]. В том же месяце генеральный конструктор по ракетным комплексам «Роскосмоса» Александр Медведев подтвердил информацию о ведении работ над носителем грузоподъёмностью 80 тонн[31].
- 15 ноября 2016 года — РКК «Энергия» представила проект ракеты-носителя «Энергия-5В»[32]. При создании ракеты от «Ангары-А5В» будет взята верхняя водородная ступень (двигатель РД-0150), от ракеты среднего класса «Союз-5» будут использованы первая и вторая ступени.
- 28 января 2017 года источник в ракетно-космической отрасли сообщил СМИ, что РКК «Энергия» разработала два проекта сверхтяжёлой ракеты, способной доставить пилотируемый корабль «Федерация» к Луне, — «Энергия-5В-ПТК» (стартовая масса 2368 тонн) и «Энергия-5ВР-ПТК» (стартовая масса 2346 тонн). Оба варианта носителя будут способны вывести на НОО около 100 тонн, а на окололунную орбиту 20,5 тонн — либо «лунную» версию корабля «Федерация», либо лунный взлётно-посадочный модуль (оба будут выводиться межорбитальным буксиром на базе разгонного блока «ДМ»). Оба проекта предполагают использование на первой и второй ступенях двигателей РД-171МВ, а также двух двигателей РД-0150 на третьей ступени. Помимо этого, проект «Энергия-5В» предполагает использование кислородно-водородного разгонного блока, таким образом, превращая ракету, по сути, в четырёхступенчатую[33].
- 19 апреля 2017 года стало известно, что «Роскосмос» начал разработку эскизного проекта сверхтяжёлой ракеты[34].
- 17 мая 2017 года — опубликовано сообщение РКК «Энергия», в котором говорилось, что разработка нового сверхтяжёлого носителя обойдётся в 1,5 раза дешевле, чем воспроизведение советской ракеты-носителя «Энергия»[35].

Форсирование разработки (май 2017 — октябрь 2017)
- 22 мая 2017 года президент Владимир Путин на совещании, посвящённом перспективам развития ракетно-космической отрасли, потребовал ускорить разработку сверхтяжёлой ракеты-носителя[36].
- 2 июня 2017 года глава «Роскосмоса» Игорь Комаров заявил, что стартовый комплекс для сверхтяжёлой ракеты на космодроме Восточный планируется построить до 2030 года[37].
- 8 июня 2017 года вице-премьер Дмитрий Рогозин сообщил о форсированной разработке сверхтяжёлого носителя, в связи с чем начаты научно-исследовательские работы по водородному двигателю РД-0150[38].
- 6 июля 2017 года источник в ракетно-космической отрасли сообщил СМИ, что первый лётный образец сверхтяжёлой ракеты в целях ускорения работ и экономии средств будет состоять из трёх модулей на первой-второй ступенях (вариант «Энергия-3»). При этом провести лётные испытания первого образца планируется в 2028 году[39]. 19 июля НПО «Энергомаш» подтвердило эту информацию[40].
- 17 июля 2017 года источник в ракетно-космической отрасли сообщил СМИ, что никакого опытного образца сверхтяжёлого носителя до завершения Федеральной космической программы, то есть до 2025 года, создавать не планируется. Все усилия будут сконцентрированы на создании, испытаниях и пусках ракет-носителей тяжёлого класса повышенной грузоподъёмности «Ангара-А5В», в третьей ступени которых будет использоваться тот же двигатель, что и в сверхтяжёлой ракете[41].
- 24 июля 2017 года на сайте госзакупок была опубликована конкурсная документация, согласно которой сверхтяжёлый носитель будет способен выводить на низкую околоземную орбиту более 70 тонн груза[42].
- 15 августа 2017 года вице-премьер Д. Рогозин заявил, что сверхтяжёлая ракета должна быть готова к лётно-конструкторским испытаниям в 2027 году[43].
- 2 октября 2017 года генконструктор РКК «Энергия» Евгений Микрин сообщил СМИ, что решение о создании ракеты сверхтяжёлого класса может быть принято в ближайшее время. При этом он уточнил, что реализовать российскую программу освоения Луны можно частично, без использования сверхтяжа, — для этого можно использовать значительно менее грузоподъёмные «Протон» или «Ангару», которые способны вывести на окололунную орбиту груз массой до 7 тонн[44].
- 3 октября 2017 года глава РКК «Энергия» Владимир Солнцев сообщил СМИ, что в настоящее время выполнена предварительная оценка стоимости работ по созданию ракеты-носителя сверхтяжёлого класса и совместно с «Роскосмосом» готовится предложение о коррекции Федеральной космической программы с учётом финансирования проекта создания носителя. Также он подтвердил, что при создании сверхтяжа будет задействована кооперация предприятий[45].

Предложение ЦНИИмаш и ФГУП «Агат» (октябрь 2017 — ноябрь 2017)
В последующем на её базе могут быть созданы 130—140-тонная «Энергия-5.2» и 170—180-тонная «Энергия-7». Руководителем рабочей группы, представившей проект, стал генконструктор систем выведения Александр Медведев.
Создание ракеты «Энергия-5.1» обойдётся почти в два раза дешевле предыдущего варианта — 700 млрд рублей вместо 1,4 трлн. Для строительства новой ракеты не планируется открывать новых производств, речь идёт об использовании существующих мощностей предприятий ракетно-космической отрасли. Предлагается отказаться от строительства новых испытательных стендов и использовать существующую инфраструктуру Научно-испытательного центра ракетно-космической промышленности. Диаметр ракетных блоков предложено уменьшить до 4,1 м. Это позволит доставлять их на космодром железнодорожным транспортом или внутри грузовых самолётов, без разработки новых воздушных средств доставки. Первую и вторую ступени предложено создавать на базе «Союз-5», а в качестве третьей использовать ступень от «Ангары-А5В». Затраты по этим проектам не будут учитываться в общей смете создания сверхтяжёлой ракеты.
Окончательный облик ракеты-носителя сверхтяжёлого класса будет выбран по результатам эскизного проектирования, которое должно завершиться в течение 2018—2019 годов. После этого предприятия отрасли приступят к изготовлению космического комплекса. Завершить работу планируется к 2027 году. В 2028 году должен состояться первый пуск.
Этап эскизного проектирования (март 2018 — ноябрь 2019)
Этап эскизного проектирования РН СТК предполагает определение её облика, технических характеристик и задач, для решения которых она может использоваться. В документе также будет определена головная организация и кооперация по созданию ракеты.
- В начале октября 2017 года гендиректор РКК «Энергия» Владимир Солнцев сообщил СМИ, что эскизный проект будет разрабатываться в течение двух лет — с 2018 по 2019 годы[45]. 1 февраля 2018 года эту информацию подтвердил глава «Роскосмоса» Игорь Комаров, уточнив, что к настоящему моменту определены три этапа создания сверхтяжёлой ракеты. На первом этапе в 2018—2019 годах должен быть сделан эскизный проект, и с конца 2019 года «Роскосмосом» должна быть сформирована подпрограмма, которая войдёт в государственную программу космической деятельности России[47].
- 13 ноября 2017 гендиректор НПО «Энергомаш» Игорь Арбузов сообщил СМИ, что никаких окончательных решений по поводу схемы ракеты-носителя сверхтяжёлого класса не будет до создания средней ракеты-носителя «Союз-5», так как она станет основой для дальнейшей трансформации в ракету сверхтяжёлого класса. Также он сообщил, что до тех пор, пока не будет разработано техническое задание, нельзя говорить и о конкретных двигателях, которые будут использованы в носителе[48].
- 13 ноября 2017 стало известно, что старт по созданию сверхтяжёлой ракеты-носителя будет дан специальным указом президента. На основании поручения главы государства «Роскосмос» уже разработал проект документа и согласовал его заинтересованными министерствами и ведомствами. В ближайшие дни он будет направлен на согласование в правительство, затем его предполагается представить на подпись президенту. Документ определяет этапы создания комплекса, основную кооперацию разработчиков. Он предусматривает разработку отдельной подпрограммы в рамках государственной программы космической деятельности России[49].

- 23 января 2018 года на XLII «Королёвских чтениях» РКК «Энергия» представила видение создания РН СТК, которое пройдёт в три этапа, начиная с создания отработочного варианта массой 1440 тонн и грузоподъёмностью 50 тонн на низкую опорную орбиту[50].
- 28 января 2018 гендиректор Центра им. Хруничева Алексей Варочко сообщил СМИ о проведении в 2018 году эскизного проекта по кислородно-водородному разгонному блоку, который будет использоваться в СТК второго (и, возможно, первого) этапа[51].
- 29 января 2018 Президент РФ В. Путин подписал указ о создании на космодроме «Восточный» космического ракетного комплекса ракеты-носителя сверхтяжёлого класса (КРК СТК). Головным разработчиком комплекса определена РКК «Энергия», соисполнителями — РКЦ «Прогресс» и ЦЭНКИ[52].
- 30 января 2018 «Роскосмосом» был подписан акт о приёмке работ у НИЦ РКП на разрабатывавшегося с 2014 года специализированного ПО для моделирования огневых испытаний двигателей сверхтяжёлого носителя[53].
- 27 марта 2018 на сайте госзакупок была опубликована закупка, из которой следует, что «Роскосмос» заказал у РКК «Энергия» эскизный проект ракетного комплекса сверхтяжёлого класса стоимостью 1,613 млрд рублей. Срок окончания контракта — 31 октября 2019 года. Целями выполнения ОКР являются комплексное обоснование облика, основных характеристик, технических и технологических решений по созданию космического ракетного комплекса сверхтяжёлого класса, предназначенного для выведения полезных нагрузок массой не менее 80 тонн на околоземную орбиту, а также не менее 20 тонн на полярную орбиту Луны, с началом лётных испытаний в 2028 году[54]. Проект также предусматривает возможность отправки кораблей к Марсу и Юпитеру.
- 2 апреля 2018 года директор Воронежского механического завода директор Игорь Мочалин сообщил СМИ, что к настоящему моменту, после проверки 58 двигателей для носителей «Союз» и «Протон» все производственные и технические службы предприятия задействованы в подготовке производства перспективных двигателей 11Д58МФ для ракет «Ангара» и РД-0124МС для носителей «Союз-5» и сверхтяжёлой ракеты[55].
- 11 апреля 2018 комиссией «Роскосмоса» был одобрен эскизный проект «Комплекс ракеты-носителя среднего класса для лётно-конструкторской отработки ключевых элементов космического ракетного комплекса сверхтяжёлого класса» (ЭП КРН СК). Основные элементы и технологии создаваемого КРН СК «Союз-5» будут применены при разработке космического ракетного комплекса ракеты-носителя сверхтяжёлого класса (КРК СТК)[56].
- 13 апреля 2018 источник в ракетно-космической отрасли сообщил СМИ о том, что для разработки сверхтяжёлой ракеты могут создать холдинг с включением в него РКК «Энергия», РКЦ «Прогресс», а также частично НПО им. Лавочкина и, возможно, НПО «Энергомаш», то есть всей кооперации по разработке и изготовлению ракеты «Союз-5» и создания на её основе носителя сверхтяжёлого класса. Головной организацией, которая возглавит холдинг, предлагается назначить РКК «Энергия». Производственные мощности будут развёрнуты на РКЦ «Прогресс». НПО имени Лавочкина планируется задействовать в холдинге частично — в качестве производителя головных обтекателей для «Союза-5». Помимо того, обсуждается вопрос о привлечении в структуру НПО «Энергомаш», которое будет изготавливать двигатели для этой ракеты. Напрямую ввести НПО в холдинг мешает то, что на базе предприятия создаётся холдинг ракетного двигателестроения[57].
- 15 апреля 2018 глава научно-технического совета «Роскосмоса» Юрий Коптев в интервью СМИ сообщил, что разработка технико-экономического обоснования проекта КРК СТК закончится в середине декабря 2018 года. К этому времени должны быть определены механизмы финансирования и объём необходимых ресурсов, а также облик ракеты-носителя, задачи и массы полезных нагрузок[58].
- 6 августа 2018 глава «Роскосмоса» Дмитрий Рогозин сообщил СМИ, что госкорпорация начала подготовку федеральной целевой программы по созданию сверхтяжёлой ракеты[59].
- 16 августа 2018 Д. Рогозин заявил СМИ, что сверхтяжёлая ракета будет многоразовой[60].
- 17 октября 2018 Д. Рогозин подписал приказ о создании Координационного совета руководителей работ и главных конструкторов по созданию космических ракетных комплексов среднего, тяжёлого и сверхтяжёлого классов[61].
- 27 октября 2018 Д. Рогозин через социальную сеть Твиттер сообщил[62], что в РКК «Энергия» прошло рассмотрение предложений по техническому облику новой ракеты и плана оргмероприятий. Все конструкторские коллективы «Роскосмоса» будут участвовать в разработке ракеты сверхтяжёлого класса[63].
- 30 октября 2018 пресс-служба Центра им. Хруничева распространила сообщение, согласно которому предприятие изучает перспективы применения кислородно-водородной ступени «Ангары-А5В» для возможного использования в составе третьей ступени сверхтяжа[64]. Генеральный констркутор КБ «Салют» Сергей Кузнецов, комментируя данную информацию, уточнил, что предприятие уже имеет опыт в разработке кислородно-водородных блоков — Центр им. Хруничева участвовал в создании разгонного блока 12КРБ для индийской ракеты GSLV[65].
- 9 ноября 2018 года гендиректор НПО «Энергомаш» Игорь Арбузов сообщил СМИ, что двигатель РД-180 может быть установлен на РН СТК[66].
- 13 ноября 2018 источник в ракетно-космической отрасли сообщил СМИ, что «Роскосмос» сформировал конструкторское бюро, которое будет заниматься созданием сверхтяжёлой ракеты[67].
- 19 ноября 2018 года Д. Рогозин заявил, что для сверхтяжёлой ракеты будут внедряться элементы многоразовости в виде возвращаемых ступеней по самолётному принципу или с помощью управляемой парашютной системы. Институт «АГАТ» подсчитал, что многоразовость даёт эффект после 48-го пуска ракеты[68].
- 30 ноября 2018 пресс-служба «Роскосмоса» сообщила СМИ, что корпорация рассматривает проект сверхтяжа грузоподъёмностью 103 тонны на низкую околоземную орбиту, у которой на центральном блоке установлен РД-180, окружённый шестью боковыми блоками с двигателями РД-171МВ. Такой вариант носителя предполагает двухступенчатую схему, дополнительно включающую разгонный блок и межорбитальный буксир для доставки космонавтов к Луне[69].
- 8 декабря 2018 в ЦНИИМаш рабочая группа «Роскосмоса» представила Совету главных конструкторов и руководителям предприятий космической отрасли варианты технического облика ракеты-носителя сверхтяжёлого класса, а также был рассмотрен перечень проектов и мероприятий будущей программы и генеральный график создания РН СТК[70]. Источник в ракетно-космической отрасли сообщил СМИ, что на заседании рассматривались несколько вариантов технического облика, но никаких решений принято не было[71]. Среди этих вариантов есть и проект повторения советской ракеты «Энергия» с большим центральным баком с водородным топливом и проект ракеты с твердотопливными ускорителями (в советской и российской космонавтике космические ракеты на твёрдом топливе не использовались, не считая боевых ракет «Тополь», «Ярс» и «Булава»), а также варианты с пятью и шестью блоками на базе ракет «Союз-5»[72]. При этом восстановить производство «Энергии», по словам источника, практически невозможно — кооперация предприятий утеряна, утрачены определённые технические решения, а некоторые устарели. Но, тем не менее, расчёт стоимости возобновления производства «Энергии» всё же будет сделан[73]. Также источник сообщил, что генеральному директору РКЦ «Прогресс» Дмитрию Баранову поручено подготовить эскизный проект носителя в нескольких вариантах и представить для защиты на научно-техническом совете «Роскосмоса»[74]. Заседание НТС «Роскосмоса» состоится 19 декабря, на нём будут рассмотрены четыре из предложенных 8 декабря варианта ракеты и выбран один окончательный технический облик, по которому дальше будет вестись технико-экономический анализ и эскизное проектирование. Приоритетными считаются два варианта носителя — проект РКК «Энергия» с пятью боковыми и центральным блоком, всё на базе ракеты-носителя «Союз-5» (двигатель РД-171МВ) и проект РКЦ «Прогресс» с шестью боковыми блоками на базе «Союз-5» и центральным с двигателем РД-180 (с этим двигателем ранее разрабатывался проект ракеты «Русь-М»)[75]. Окончательные варианты технического облика РН СТК и технико-экономическое обоснование проекта будут доложены руководству страны в начале 2019 года. ФЦП, которая будет подготовлена, будет иметь название: «Создание космического ракетного комплекса сверхтяжёлого класса на 2020—2030 годы»[76].
- В середине декабря 2018 источник в ракетно-космической отрасли сообщил СМИ, что «Роскосмос» обязался внести к 15 января 2019 года на согласование федеральным органам власти проект ФЦП на 2020—2030-е годы по созданию сверхтяжёлой ракеты-носителя. ФЦП по сверхтяжёлой ракете станет частью госпрограммы, посвящённой освоению Луны. Речь идёт о разработке ракеты, создании опытного образца и проведении одного беспилотного запуска в облёт Луны. ФЦП предварительно оценивается в 1,5 трлн рублей[73]. При этом создание космического аппарата или корабля, который будет запускаться, будет финансироваться по другой программе. Предусматривается также проведение в эти сроки пилотируемого облёта Луны, но это требует выделения дополнительного финансирования[77].
- 19 декабря 2018 президиум научно-технического совета «Роскосмоса» обсудил проект концепции Федеральной целевой программы создания космического ракетного комплекса сверхтяжёлого класса (КРК СТК). Вёл собрание председатель НТС «Роскосмоса» Юрий Коптев. В заседании приняли участие: генеральный директор «Роскосмоса» Дмитрий Рогозин, руководители работ и главные конструкторы по созданию космических ракетных комплексов и пилотируемого транспортного корабля (ПТК). Основные результаты работ по проектному облику КРК СТК, технико-экономические показатели комплекса и этапы его создания доложил руководитель Центра проектирования ракетно-космических комплексов РКК «Энергия» Игорь Богачев. Генеральный конструктор по средствам выведения и наземной космической инфраструктуре Александр Медведев ознакомил с результатами экспертизы предложений по проектному облику КРК СТК, а также рассказал о проблемных вопросах и путях их решения. Проект концепции Федеральной целевой программы создания космического ракетного комплекса сверхтяжёлого класса доложил исполняющий обязанности генерального директора ЦНИИмаш Николай Севастьянов. В обсуждении проекта концепции приняли участие представители ведущих предприятий кооперации. По итогам заседания президиум НТС определил приоритетный проект КРК СТК: в качестве первой ступени предложено использовать технические решения, принимаемые в рамках создания ракеты среднего класса «Союз-5», а третья ступень будет создаваться в рамках проекта тяжёлой ракеты повышенной грузоподъёмности «Ангара-5В». Окончательные варианты технического облика СТК, технико-экономическое обоснование проекта и Федеральной целевой программы будут доложены руководству страны в начале 2019 года[78].
- 21 декабря 2018 источник в ракетно-космической отрасли сообщил СМИ, что систему управления «Союз-5», которая ляжет в основу сверхтяжёлой ракеты-носителя, будет разрабатывать екатеринбургское НПО автоматики имени академика Н. А. Семихатова[79].
- 23 декабря 2018 источник в ракетно-космической отрасли сообщил СМИ, что НТС «Роскосмоса» выбрал в качестве базового облика сверхтяжёлой ракеты для полётов к Луне вариант, предложенный РКЦ «Прогресс», то есть вариант с грузоподъёмностью 103 тонны на НОО и центральным блоком с двигателем РД-180. В носителе планируется использовать двухступенчатую схему. Помимо этого, он должен будет включать разгонный блок и межорбитальный буксир для доставки космонавтов к Луне. По словам источника, вариант, предложенный РКК «Энергия» (5 боковых блоков на РД-171МВ и один центральный на этом же двигателе), получил меньшее количество голосов президиума НТС[77]. Рассматривались два типа полезных нагрузок: выведения на околоземную и на окололунную орбиту. Варьирование по околоземной орбите — от 80 до 130 тонн. На окололунной — от 28 до 35 тонн[80]. Среди прочих у представителей ракетно-космической отрасли возник вопрос о способах сборки ракеты — крепить блоки вертикально, как обычно принято за рубежом, или горизонтально, как собирают носители традиционно в России.
- 29 декабря 2018 на сайте «Роскосмоса» было опубликовано сообщение, согласно которому в государственную программу Российской Федерации «Космическая деятельность России на 2013—2020 годы» внесены изменения по созданию космического ракетного комплекса сверхтяжёлого класса и утверждён детальный план-график её реализации в 2018—2020 годах, а также в Федеральную космическую программу России на 2016—2025 годы[81].
- 4 января 2019 года глава «Роскосмоса» Дмитрий Рогозин через социальную сеть Twitter объявил, что РН СТК получила официальное название — «Енисей». Также в этот день был подписан детальный план-график создания к 2028 году ракеты-носителя сверхтяжёлого класса (класс «Енисей»). Разработчиками носителя стали РКК «Энергия» (головная организация), РКЦ «Прогресс» (соисполнитель) и Центр им. Хруничева (третья водородная ступень)[82][83][84].
- 10 января 2019 Д. Рогозин в эфире телеканала сообщил, что облик «Енисея» определён и в ближайшее время он будет представлен президенту[85].
- 17 января 2019 года гендиректор РКЦ «Прогресс» Дмитрий Баранов на пресс-конференции сообщил, что боковые твердотопливные ускорители с высокой долей вероятности будут использоваться в «Енисее». По словам главы РКЦ, сейчас рассматривается несколько обликов носителя[86].
- 19 января 2019 года в ЦНИИмаш прошло совещание по работам по созданию сверхтяжёлой ракеты-носителя, по результатам которого подтверждена готовность конструкторских и производственных коллективов ракетно-космической отрасли к реализации проекта[87][88].
- 23 января 2019 года вице-премьер Юрий Борисов по итогам совещания о финансово-экономическом состоянии госкорпорации «Роскосмос» и её подведомственных организаций сообщил СМИ, что Президент России Владимир Путин поручил к февралю 2019 года актуализировать долгосрочную стратегию развития космической деятельности РФ. Основы стратегии касаются создания ракеты-носителя среднего класса «Союз-5» и сверхтяжёлого носителя «Енисей» с созданием необходимой инфраструктуры[89].
- 2 февраля 2019 года источник в ракетно-космической отрасли сообщил СМИ, что «Роскосмос» окончательно определил наиболее предпочтительный облик «Енисея», — на нём будет использоваться двигатель РД-180 в центральном блоке и 6 боковых блоков с двигателями РД-171МВ; другие проекты сверхтяжа больше не рассматриваются. Основной вопрос сейчас связан с выбором схемы старта ракеты. В первой схеме двигатель РД-180 запускается с первых секунд полёта и затем понижает свою тягу до 30 % от номинальной. Во второй схеме двигатель РД-180 запускается через некоторое время после старта ракеты. Обе схемы призваны сберегать топливо в центральном блоке, но более предпочтительной является первая схема[90].
- 4 февраля 2019 Д. Рогозин на встрече с президентом РФ Владимиром Путиным доложил, что госкорпорация практически определилась с техническим обликом «Енисея»[91]. В тот же день в пресс-службе «Роскосмоса» сообщили СМИ, что эскизный облик «Енисея» готовятся внести на рассмотрение правительства[92].
- 14 февраля 2019 источник в ракетно-космической отрасли сообщил СМИ, что сверхтяжелой ракетой-носителем второго этапа (СТК-2) станет «Дон», отличие которого от СТК-1 «Енисей» будет заключаться в большей грузоподъемности за счет добавления еще одной ступени. «Енисей» сможет выводить на низкую околоземную орбиту полезный груз массой от 88 до 103 тонн, а на лунную орбиту — от 20 до 27 тонн. У «Дона» эти показатели составят, соответственно, 125—130 тонн и 32 тонны. Своим первым пуском в 2029 году «Дон» доставит к Луне взлетно-посадочный комплекс для отработки прилунения на ее поверхность в целях обеспечения будущей высадки российских космонавтов. Будущими полезными нагрузками для «Енисея» и «Дона» станут запускаемые к Луне пилотируемый транспортный корабль «Федерация» массой 20 тонн, лунный посадочно-взлетный комплекс массой 27 тонн и модуль лунной базы массой 27—32 тонны. Кроме того, они смогут выводить на геостационарную орбиту космические аппараты на базе транспортно-энергетического модуля массой 26—30 тонн и в точку Лагранжа L2 системы Солнце-Земля — телескопы массой 30—40 тонн для фундаментальных исследований дальнего космоса[93].
- 19 февраля 2019 источник в ракетно-космической отрасли сообщил СМИ, что параллельно с разработкой ФЦП по сверхтяжелой ракете ещё три связанных с ней программных документа находятся в стадии согласования. Речь идет об основах госполитики в области космической деятельности, федеральной космической программе и указе о создании ракеты. Указ о создании сверхтяжёлой ракеты скорректируют, уточнив кооперацию, которая будет задействована в реализации проекта, а также цели создания носителя: если раньше головной организацией была обозначена РКК «Энергия», то теперь эта роль будет за РКЦ «Прогресс»; кроме того, планируется дополнить указ подробностями проекта по исследованию и освоению Луны. Ориентировочно, эти документы будут внесены в правительство до 20 марта[94].
- весна 2019 года — подготовлено технико-экономическое обоснование проекта сверхтяжёлой ракеты-носителя.
- 1 марта 2019 Д. Рогозин сообщил СМИ, что Лунная программа, важной частью которой является создание сверхтяжелой ракеты, не будет представлена правительству в марте, а будет представлена на рассмотрение в Совет безопасности РФ до лета. В настоящее время она еще до конца не согласована с профильными министерствами и ведомствами[95].
- 5 марта 2019 источник в ракетно-космической отрасли сообщил СМИ, что «Роскосмосу» придется пересматривать концепцию сверхтяжелой ракеты, так как её или попросту отклонили федеральные ведомства, или, по другой информации, вернули на доработку из-за несоответствия разрабатывающейся программе исследования и освоения Луны на длительный срок и отсутствия ориентации на перспективу[96]. В тот же день пресс-служба «Роскосмоса» опровергла сообщения об отклонении правительством концепции РН СТК, заверив СМИ, что концепцию даже не отправляли на рассмотрение[97].
- 25 марта 2019 Д. Рогозин сообщил СМИ, что в «Енисее» не будут использованы предложенные Московским институтом теплотехники (разработчик стратегических ракет «Ярс» и «Булава») боковые твердотопливные ускорители из-за недостаточной грузоподъемности получающегося варианта: выведение полезной нагрузки на низкую (околоземную) опорную орбиту при использовании ТТУ составит не 103 тонны, а примерно 83 тонны; соответственно к Луне — не 27 тонн, а 20 тонн. Кроме того, вариант РН СТК с ТТУ усложняет конструкцию и систему управления. Предпочтительным является вариант «Енисея» с шестью боковыми блоками с двигателями РД-171МВ (первая ступень), центральным блоком с двигателем РД-180 (вторая ступень) и третья ступень ракеты «Ангара-А5» с кислородно-водородным двигателем[98].
- 24 апреля 2019 года на YouTube-канале Телестудии Роскосмоса был опубликован 231-й выпуск «Космической среды», в котором глава госкорпорации Дмитрий Рогозин демонстрирует главам представительств иностранных государств, собравшимся в Центре «Космонавтика и авиация» на ВДНХ, характеристики двух будущих российских ракет-носителей сверхтяжелого класса «Енисей» и «Дон». Первая ракета имеет стартовую массу 3167 тонн и способна доставить на низкую околоземную орбиту полезный груз массой не менее 100 тонн, на геостационарную орбиту — 26 тонн, к Луне — 27 тонн. Вторая более мощная ракета имеет показатели, соответственно, 3281 тонну, 140 тонн, 29,5 тонны и 33 тонны[99][100].
- 28 мая 2019 Д. Рогозин в интервью СМИ сообщил, что госкорпорация совместно с РАН разработала концепцию Федеральной целевой программы «Создание космического ракетного комплекса сверхтяжелого класса на 2020—2030 годы». Рогозин пояснил, что в рамках ФЦП запланировано создание не только транспортной инфраструктуры, состоящей из ракеты-носителя сверхтяжелого класса, пилотируемого транспортного корабля и лунного взлетно-посадочного комплекса, но и средств поддержки пилотируемых миссий, поскольку создание указанных средств, за исключением пилотируемого транспортного корабля, не запланировано в рамках действующих федеральных программ[1].
- 18 октября 2019 в РКЦ «Прогресс» прошло заседание научно-технического совета по рассмотрению материалов эскизного проекта ракеты-носителя сверхтяжёлого класса. В работе совета приняли участие представители Госкорпорации «Роскосмос», АО «РКЦ „Прогресс“», ПАО «РКК „Энергия“», АО «НПО автоматики», АО «ЦНИИмаш», АО «НПО „Техномаш“», АО «Организация „Агат“», ФКП «НИЦ РКП», АО «Российские космические системы». Участники научно-технического совета одобрили результаты разработки эскизного проекта ракеты-носителя сверхтяжёлого класса и её составных частей и подтвердили возможность создания ракеты-носителя с заданными в ТЗ требованиями[101].
- 1 ноября 2019 в РКК «Энергия» состоялся расширенный Научно-технический совет по рассмотрению эскизного проекта космического ракетного комплекса сверхтяжелого класса, по итогам которого Совет принял решение одобрить результаты эскизных проектов КРК СТК и его составных частей и представить их в Роскосмос. Научно-технический совет рекомендовал провести техническое проектирование КРК СТК в 2020 году[102].
- 28 ноября 2019 три источника в ракетно-космической отрасли сообщили СМИ, что НТС Роскосмоса и бюро Совета РАН по космосу на совместном заседании 22 ноября решили доработать эскизный проект КРК СТК: с технической точки зрения к проекту не было претензий, но не удалось обосновать его целесообразность, кроме как высадкой российских космонавтов на Луну. В итоге решили найти и обосновать дополнительные задачи, таких как запуск тяжелых исследовательских аппаратов в дальний космос, выведение на орбиту крупных научных обсерваторий. Научную программу для сверхтяжелой ракеты специалисты планируют представить в 2020 году, хотя жестких сроков им не поставили[103].
- 10 декабря 2019 гендиректор организации «Агат» (отраслевой финансовый институт Роскосмоса) Дмитрий Чиркин сообщил СМИ, что концепция программы создания сверхтяжелого носителя внесена в правительство в виде двух вариантов: минимальная планка составляет 700 млрд рублей, максимальная — чуть более одного триллиона[104].
- 20 декабря 2019 глава Роскосмоса Дмитрий Рогозин сообщил СМИ, что на прошедшей неделе госкорпорация приняла эскизный проект по созданию ракеты-носителя сверхтяжелого класса, а также определила руководителя работ по носителю — им стал заместитель Рогозина Лопатин Александр Петрович[105].
- 28 декабря 2019 Д. Рогозин сообщил СМИ, что эскизный проект сверхтяжелого носителя получил значительное число замечаний при обсуждении на расширенном заседании научно-технического совета Роскосмоса, однако они будут устранены в ходе технического проектирования, которое начнется в 2020 году[106].
- 23 августа 2020 года пресс-служба РКК «Энергия» сообщила СМИ, что в настоящее время ведется процесс согласования с головным разработчиком требований технического задания на технический проект РН СТК, в соответствии с которым окончание работ запланировано на октябрь 2021 года[107].
- 18 сентября 2020 года пресс-служба Роскосмоса сообщила СМИ, что облик «Енисея» претерпит изменения: по результатам технического проекта будут внесены корректировки в тактико-технические задания в период 2020—2021 годов. Результаты технического проекта дополнят подготовленный в 2019 году эскизный проект ракеты. В частности, рассматривается возможность удлинения центрального блока носителя[108].

Пересмотр проекта в пользу перехода к метановым и композитным технологиям
- 15 декабря 2020 года глава Роскосмоса Дмитрий Рогозин на своей странице в социальной сети Facebook сообщил, что сверхтяжёлая ракета-носитель должна создаваться на основе принципиально новых технических решений: должен быть разработан новый маршевый двигатель, позволяющий добиться «горячего резервирования» и многократного использования с целью удешевления серийного производства. Также для сверхтяжёлой ракеты, уточнил Рогозин, нужны новые облегчённые материалы для обечаек и топливных баков, незатратное производство с минимизацией накладных расходов с продуманной логистикой доставки готовых изделий на космодром[109].
- 15 декабря 2020 года Роскосмос заключил контракт на сумму 1,47 млрд рублей на разработку технического проекта ракеты-носителя сверхтяжёлого класса «Енисей» к середине ноября 2021 года. В техническом задании отмечается, что «Енисей» будет включать шесть боковых блоков — первых ступеней ракет «Союз-5» с двигателями РД-171МВ — вокруг центрального блока — первой ступени ракеты «Союз-6» с двигателями РД-180МВ, а также разгонный блок класса ДМ[110].
- 16 декабря 2020 года источник в ракетно-космической отрасли сообщил СМИ, что проект сверхтяжёлой ракеты будет базироваться на метановых технологиях. Рассматривается два варианта компоновки ракеты. Первый: блоки нижних ступеней будут использовать в качестве топливной пары метан-кислород и будут созданы на базе первой ступени ракеты «Амур-СПГ». Второй: центральный блок от «Амур-СПГ» и боковые блоки от первой ступени ракеты «Союз-5» на паре кислород-керосин[111]. 11 января 2021 года глава Роскосмоса Дмитрий Рогозин в социальной сети сообщил, что, предположительно, элементы «Амура-СПГ» будут использоваться в сверхтяжёлой ракете, поскольку оба проекта «должны родиться в одном техническом семействе»[112].
- 13 января 2021 года на сайте Совета РАН по космосу были опубликованы[113] тексты заседания Совета от 16 декабря 2020 года, в которых руководству Академии наук и Роскосмосу рекомендовано обратиться к президенту России, чтобы перенести сроки создания ракетного комплекса сверхтяжёлого класса. При создании ракеты ученые предлагают использовать прорывные, перспективные и экономически оправданные технологии[114][115].
- 10 февраля 2021 года генеральный директор РКЦ «Прогресс» Дмитрий Баранов сообщил СМИ, что создание российской ракеты-носителя сверхтяжёлого класса «Енисей» приостановлено до середины 2021 года в связи с возможной коррекцией ее технического облика[116][117].
- 15 февраля 2021 года глава Роскосмоса Дмитрий Рогозин сообщил в социальной сети, что новый облик «Енисея» определят за три-четыре месяца[118][119].
- 2 марта 2021 года источник в ракетно-космической отрасли сообщил СМИ, что определен новый облик российской ракеты-носителя сверхтяжёлого класса: шесть боковых блоков вокруг центрального блока, на которых предполагается использование метановых двигателей РД-182 (тяга 250 тс в вакууме) и верхней ступенью на базе двигателей РД-0169 (тяга 100 тс). По словам источника, инициатива перехода на метановое топливо с керосин-кислорода принадлежит лично главе Роскосмоса Дмитрию Рогозину[120].
- 14 мая 2021 года генеральный директор РКЦ «Прогресс» Дмитрий Баранов сообщил СМИ, что окончательное решение по проекту сверхтяжёлой ракеты-носителя будет принято не раньше конца 2021 года[121].
- 3 июня 2021 года СМИ со ссылкой на сайт госзакупок сообщили, что Роскосмос в рамках технического проекта собирается проработать варианты сверхтяжёлой ракеты со спасением и повторным использованием ракетных блоков первой ступени[122].

Приостановка работ (2021 — 2024)
- 15 сентября 2021 года гендиректор РКЦ «Прогресс» Дмитрий Баранов сообщил СМИ, что техническое проектирование кислородно-керосиновой (двигатели РД-171МВ и РД-180МВ) сверхтяжёлой ракеты полностью прекращено. Баранов не исключил, что в будущем соответствующие работы могут быть возобновлены, если такое решение примет Роскосмос. При этом предприятие совместно с госкорпорацией "ведет работу по уточнению программы создания космического ракетного комплекса ракеты-носителя сверхтяжёлого класса"[123].
- 15 сентября глава Роскосмоса Дмитрий Рогозин во время посещения НПО автоматики в Екатеринбурге сообщил, что работа по созданию сверхтяжёлой ракеты-носителя "Енисей" никогда не прекращалась: из-за огромной стоимости проекта (около 1 трлн рублей) необходимо в процессе создания носителя использовать только новейшие технологии, например композитные баки, которые на 30-40% будут легче баков из уже существующих сплавов, и новые метановые двигатели, которые будут разработаны на 2024—2025 году и дадут возможность многократно использовать ступени ракеты[124][125].
- 4 октября 2021 года генконструктор РКК "Энергия" Владимир Соловьев на конференции «Научный космос XXI века: вызовы, решения, прорывы» сообщил, что разработка сверхтяжёлой ракеты была приостановлена, в основном, по финансовым причинам[126].
- 29 апреля 2022 года глава Роскосмоса Дмитрий Рогозин сообщил СМИ, что проект сверхтяжёлой ракеты-носителя может быть реализован Роскосмосом после 2030 года[127].
- 21 декабря 2022 года глава Роскосмоса Юрий Борисов сообщил СМИ, что госкорпорация не намерена сворачивать работу по созданию сверхтяжёлой ракеты и возобновлять её только в 2035—2040 годах, работы по заделам будут продолжаться, но сейчас в приоритете стоит создание космической группировки спутников[128].
- 13 апреля 2023 года глава Роскосмоса Юрий Борисов заявил СМИ, что работы по проектированию ракеты сверхтяжёлого класса должны возобновиться в 2024 году, так как есть соответствующее поручение президента. Программа как проект уже сверстана, разослана на согласование[129]. Создание сверхтяжёлой ракеты займет 8-10 лет[130].
- 26 апреля 2023 года глава Роскосмоса Юрий Борисов в рамках просветительного марафона общества «Знание» сообщил, что сверхтяжёлая ракета в целях удешевления пусковых услуг будет многоразовой, а при ее создании могут быть использованы наработки по многоразовой ракете среднего класса «Амур-СПГ»[131].

#### Критика метанового проекта
За
18 сентября 2021 года бывший генеральный конструктор КБХА (1993—2015 годы) Владимир Рачук сообщил СМИ, что концепция кислородно-керосинового "Енисея" базируется на технологиях 40-летней давности и не предусматривает многоразового использования и включения в полете двигателей. С учетом того, что сроки эксплуатации ракеты-носителя 40 лет‚ такая ракета будет летать с технологиями 80-летней давности, что будет резко снижать ее коммерческую привлекательность. Применение метана вместо керосина позволит реализовать современные технологии многоразовости и многократного включения двигателей в полете. В связи с низкой плотностью метана по сравнению с керосином, ракете потребуются более объемные баки, но за счёт более высокого значения удельного импульса тяги у сжиженного природного газа, он полностью компенсирует проигрыш в габаритах и массе конструкции ракеты. Помимо того, метан обладает необходимыми именно для многоразовой ракеты качествами — оставляет после себя гораздо меньше сажи, облегчая работу по очистке двигателей в межполетный период, обладает охлаждающим камеру сгорания эффектом, повышая общую надежность двигателя. С финансовой стороны метан также выгоден. Он широко используется в промышленности, доступен и является самым дешевым горючим.
Против
15 сентября 2021 года академик РАН, бывший генеральный конструктор НПО «Энергомаш» Борис Каторгин сообщил СМИ, что переход от кислород-керосиновых двигателей на метановые нецелесообразен. Выигрыш, если он возможен, будет незначительным, особенно при использовании метана в двигателе первой ступени. Из-за того, что метан меньше по плотности, чем кислород-керосин, для него потребуется создание более крупных топливных баков, за счет чего возможно придется экономить на полезной массе. Требуется вложить значительные средства на создание не только самих метановых двигателей, но и ракеты для них, заправочных комплексов. Все это сделает проект дороже при том, что особой выгоды от него будет не слишком много. Кислородные двигатели тоже можно сделать многоразовыми. К примеру, Falcon Heavy у компании SpaceX Илона Маска имеет такие возвращаемые двигатели. Кстати, когда мы создавали двигатели РД-170 и РД-171 для ракеты-носителя «Энергия», тоже закладывали для них возможность неоднократного применения, до 20 раз.

## Конструкция
Концепция создания сверхтяжа предполагает, что все его части должны быть лётными изделиями, имеющими серийное производство и статистику запусков.
Первая ступень: будет состоять из 4 блоков — двигатель РД-171МВ.
Вторая ступень: будет состоять из 2 блоков — двигатель РД-171МВ.
Третья ступень: будет состоять из одного блока — двигатель РД-180.
Керосиновый разгонно-тормозной блок

### Варианты конфигурации
Первоначальные варианты конфигурации (до 2017 года)
- «Энергия-3В» (условное название: сверхтяжёлый комплекс-3) — облегчённый вариант грузоподъёмностью 70 тонн на НОО.
- «Энергия-5В» (условное название: сверхтяжёлый комплекс-5) — основной вариант грузоподъёмностью 100 тонн на низкую орбиту и 20,5 тонн (масса «лунной» версии корабля «Федерация») на окололунную орбиту. Вместо корабля «Федерация» на окололунную орбиту может также быть доставлен лунный взлётно-посадочный модуль.
- «Энергия-6» — вариант грузоподъёмностью 150 тонн на низкую орбиту.

Предложенные варианты институтов ЦНИИмаш и «Агат» (2017 год)
- Отработочный вариант РН СТК — отработочный вариант РН массой 1440 тонн и полезной нагрузкой 50 тонн на НОО, для облёта Луны в автоматическом режиме кораблём «Федерация» или лунным вариантом корабля «Союз»; ориентировочный запуск — в 2027 году[136].
- РН СТК первого этапа — вариант сверхтяжёлого носителя массой 2800 тонн и полезной нагрузкой 88 тонн на низкую орбиту для запусков пилотируемого транспортного корабля «Федерация» и других полезных нагрузок на низкие окололунные орбиты, в том числе полярную; ориентировочный запуск — в 2028 году.
- РН СТК второго этапа — вариант сверхтяжёлого носителя массой 2930 тонн и полезной нагрузкой 115 тонн на низкую орбиту; ориентировочный запуск — в 2033—2035 годах. На первой ступени будут использоваться пакет из шести первых ступеней «Союза-5» — один центральный и пять боковых блоков. Вторая ступень будет, в отличие от сверхтяжа первого этапа и отработочной версии, оснащена водородным двигателем РД-0150. Также в носителе будет использоваться кислородно-водородный межорбитальный буксир (или разгонный блок). В феврале 2018 года на совещании по созданию ракеты-носителя сверхтяжёлого класса главный конструктор КБХА Горохов предложил проект на основе кислородно-метановых двигателей для всех ступеней носителя. Идея была поддержана вице-премьером Рогозиным, который в ходе рабочей поездки в Воронеж дал поручение более подробно изучить возможности по её воплощению[137].

Предложенные варианты (2021 год) 
| Наименование носителя                                   | «Енисей»                                                                                     | «Дон»                                               | РН на основе Союз-СПГ                                                          |
| Тип носителя                                            | СТК первого этапа                                                                            | СТК второго этапа                                   | Кислородо-метановый носитель                                                   |
| Первый пуск                                             | 2028-??? год                                                                                 | 2033—2035 год                                       | ???                                                                            |
| ------------------------------------------------------- | -------------------------------------------------------------------------------------------- | --------------------------------------------------- | ------------------------------------------------------------------------------ |
| Статус разработки                                       | остановлена, есть двигатели и РБ, к концу 2021 должен был быть готов переработанный эскиз РН | остановлена, есть проект, нет РД-150 (только эскиз) | не начато эскизное проектирование, РД-169 прошёл огневые испытания, нет РД-182 |
| Первая ступень                                          | 4×РД-171МВ                                                                                   | 4×РД-171МВ                                          | (6+1)×РД-0169А                                                                 |
| Вторая ступень                                          | 2×РД-171МВ                                                                                   | 2×РД-171МВ                                          | ?×РД-0169В                                                                     |
| Третья ступень                                          | РД-180                                                                                       | РД-180                                              | ???                                                                            |
| Четвертая ступень                                       | −                                                                                            | 2×РД-0150                                           | ???                                                                            |
| Разгонно-тормозной блок                                 | ДМ-03\ДМ-Персей (2х11Д58М) или КВСТК (2×РД-0146Д-1)                                          | ДМ-03\ДМ-Персей (2х11Д58М) или КВСТК (2×РД-0146Д-1) | вероятно КВСТК (2×РД-0146ДМ)                                                   |
| Высота (макс.)                                          |                                                                                              |                                                     |                                                                                |
| Стартовая масса, т                                      | 3167                                                                                         | 3281                                                | ???                                                                            |
| Тяга (на уровне земли)                                  |                                                                                              |                                                     |                                                                                |
| Стартовая тяговооружённость                             |                                                                                              |                                                     |                                                                                |
| Диаметр головного обтекателя                            |                                                                                              |                                                     |                                                                                |
| Объём пространства под обтекателем, м³                  |                                                                                              |                                                     |                                                                                |
| Поперечный размер                                       |                                                                                              |                                                     |                                                                                |
| Полезная нагрузка (НОО 200 км), т                       | 112                                                                                          | 140                                                 | ???                                                                            |
| Полезная нагрузка (ГПО 5500 км), т                      |                                                                                              |                                                     |                                                                                |
| Полезная нагрузка (ГСО 35 786 км), т                    | 26                                                                                           | 29,5                                                | ???                                                                            |
| Полезная нагрузка на лунную орбиту/межпланетный перелёт | 27                                                                                           | 33                                                  | ???                                                                            |

## Лётно-конструкторские испытания
Лётно-конструкторские испытания ракеты-носителя сверхтяжёлого класса пройдут в два этапа после 2033 года.
Первый этап испытаний предполагает запуски пилотируемых кораблей, лунного взлётно-посадочного комплекса (ЛВПК) и других полезных грузов на траекторию облёта Луны и окололунные орбиты в целях отработки элементов пилотируемого комплекса, создания станции на орбите Луны, высадки на поверхность Луны.
Второй этап предполагает запуски ЛВПК и других беспилотных полезных грузов в целях строительства и эксплуатации базы на поверхности Луны. Кроме того, данный этап предполагает участие в международных программах, связанных с изучением Марса.
| Список пусков РН СТК в рамках ЛКИ | Список пусков РН СТК в рамках ЛКИ | Список пусков РН СТК в рамках ЛКИ | Список пусков РН СТК в рамках ЛКИ | Список пусков РН СТК в рамках ЛКИ | Список пусков РН СТК в рамках ЛКИ | Список пусков РН СТК в рамках ЛКИ | Список пусков РН СТК в рамках ЛКИ |
| №                                 | Дата, время                       | Конфигурация                      | Полезная нагрузка                 | Пусковая установка                | Предназначение                    | Статус, описание, примечания      | Видео                             |
| Состоявшиеся запуски              | Состоявшиеся запуски              | Состоявшиеся запуски              | Состоявшиеся запуски              | Состоявшиеся запуски              | Состоявшиеся запуски              | Состоявшиеся запуски              | Состоявшиеся запуски              |
| --------------------------------- | --------------------------------- | --------------------------------- | --------------------------------- | --------------------------------- | --------------------------------- | --------------------------------- | --------------------------------- |
|                                   |                                   |                                   |                                   |                                   |                                   |                                   |                                   |
| Планируемые запуски               |                                   |                                   |                                   |                                   |                                   |                                   |                                   |
| 1                                 |                                   | Енисей                            |                                   | «Восточный»                       | Беспилотный облёт Луны            |                                   |                                   |
| 2                                 |                                   | Енисей                            |                                   | «Восточный»                       | Пилотируемый полет на орбиту Луны |                                   |                                   |
| 3                                 |                                   | Енисей                            |                                   | «Восточный»                       | Посадка на Луну                   |                                   |                                   |

## Состав ракетного комплекса
Состав космического ракетного комплекса ракеты-носителя сверхтяжёлого класса (КРК СТК) состоит из:
Состав РН СТК:
- Ракета-носитель сверхтяжёлого класса.
- Разгонно-тормозной блок
- Сборочно-защитные блоки (функционально).

Инфраструктура (общей площадью 94,6 тыс. кв. метров) для сверхтяжёлой ракеты-носителя и ракеты среднего класса для запусков пилотируемых кораблей включает:
- Универсальный стенд-старт для носителей среднего и сверхтяжёлого классов.
- Монтажно-испытательный корпус высотой 118 метров.
- Зал испытаний с мостовым краном грузоподъёмностью 100 тонн с высотой подъёма крюка 105 метров.
- Хранилище блоков ракет.
- Монтажно-испытательный корпус космических аппаратов.
- Монтажно-испытательный корпус пилотируемых космических кораблей.
- Наземный комплекс управления РБ РКН СТК и МБ.
- Учебно-тренировочные средства.
- Комплекс специальных средств транспортирования.
- Комплекс автоматизированных систем управления подготовкой и пуском РН.
- Комплекс средств измерений, сбора и обработки информации (функционально).

### Стартовая площадка
Предполагалась, что стартовый комплекс будет построен на космодроме «Восточный» по принципам, реализованным для ракеты-носителя «Энергия» на «Байконуре» (площадка № 250). Это будет универсальный комплекс стенд-старт, с которого смогут запускаться как ракеты-носители «Союз-5» и «Союз-6» среднего класса, так и несколько объединённых в «пакет» блоков ракет, что позволит собирать носители разной грузоподъёмности, включая сверхтяжёлую ракету.

## Применение
Я скажу такую крамольную вещь. Это моя личная точка зрения. Мы, как и с многоспутниковой группировкой, проспали немного старт очередного интереса к Луне. И Америка, и Китай опережают нас в этом направлении. Чтобы лететь к Луне и говорить о серьезной экспансии в этом направлении, нужно иметь сверхтяжелый носитель. У нас этого носителя нет. //  Глава Роскосмоса Юрий Борисов, 14 апреля 2023 года.

Ракету сверхтяжёлого класса предполагается использовать в российской лунной программе, поскольку грузоподъёмность ракеты-носителя «Ангара-А5В» (37,5 тонн на НОО) недостаточна для этих целей. Кроме того, разработка пилотируемой «Ангары» (вариант «Ангара-А5П») в середине 2017 года была отменена в пользу разработки родственного проекта сверхтяжёлой ракеты — ракеты среднего класса «Иртыш»/«Союз-5».
- В конце июля 2017 года РКК «Энергия» разработала схему осуществления пилотируемой экспедиции на Луну, которая требует двух пусков сверхтяжёлой ракеты и одного пуска ракеты «Союз-5»[144]. Новый проект, как и прежний (4 запуска «Ангары»), предполагает сборку лунного экспедиционного комплекса на низкой околоземной орбите. Сборка комплекса предполагается в течение нескольких месяцев с проведением запусков ракет с интервалом между пусками в один месяц. При этом корабль «Федерация» в лунной модификации с экипажем будет запущен ранее на МКС, где будет ожидать сборки лунного экспедиционного комплекса. Сам комплекс должен состоять из Межорбитального буксира, разгонного блока ДМ с дополнительными баками, Лунного взлётно-посадочного корабля и корабля «Федерация».
- 7 сентября 2017 года глава «Роскосмоса» Игорь Комаров сообщил СМИ, что помимо лунной программы сверхтяжёлый носитель планируется использовать для исследования дальнего космоса, не исключая совместных программ с США[145], например, Deep Space Gateway[146].
- 28 ноября 2017 года вице-премьер Дмитрий Рогозин сообщил СМИ, что сверхтяжёлый носитель будет использоваться в миссиях к Луне, Марсу и Юпитеру[147]. 11 апреля 2018 года глава «Роскосмоса» Игорь Комаров в интервью СМИ заявил, что сверхтяжёлый носитель будет использоваться в пилотируемой экспедиции на Марс[148].
- 28 октября 2018 года глава «Роскосмоса» Дмитрий Рогозин сообщил через Twitter[149], что сверхтяж сможет выводить модули лунной станции не только на орбиту спутника, но и на поверхность[150].
- 28 ноября 2018 года научный руководитель Института космических исследований Лев Зелёный по итогам состоявшегося в Москве заседания Совета РАН по космосу и «Роскосмоса», на котором была рассмотрена концепция исследования Луны, рассказал СМИ, что главная задача сверхтяжёлой ракеты — доставка на Луну космонавтов; перед этим будет промежуточный этап — облёт Луны[151].
- 23 мая 2019 года глава Роскосмоса Дмитрий Рогозин на лекции в МГУ сообщил, что после 2030 году с помощью РН СТК второго этапа («Дон») на полярную орбиту Луны будет выведен ее искусственный спутник[152].
- 20 августа 2019 года глава Роскосмоса Дмитрий Рогозин на молодежном форуме «Машук-2019» сообщил, что «Енисей» во время первых запусков будет использован для запуска искусственных спутников Луны[153].

### Лунная программа
- 20-тонный ПТК НП.
- 27-тонный лунный посадочно-взлетный комплекс (ЛПВК).
- 32-тонный модуль лунной базы.

### Спутниковая группировка
- Космические аппараты массой до 30 тонн на геостационарную орбиту (круговая орбита высотой 35 786 километров).
- Космические телескопы массой 30-40 тонн в точку Лагранжа L2 в системе Солнце — Земля (орбита на удалении 1,5 млн км от Земли).

Частота пусков
Производительность КРК СТК должна составить не менее 2 пусков в год с одной пусковой установки, при этом длительность совместной подготовки PH, разгонного блока и межорбитального буксира к пуску (из состояния поставки до момента осуществления пуска) не должна превысить 500 часов при односменном восьмичасовом рабочем дне.
Районы падения отработавших ступеней
По состоянию на период эскизного проектирования КРК СТК для трассы на орбиту с наклонением ~51,7° рассматривается вариант размещения РП для блоков первой ступени PH в Охотском море на удалении не менее 1370 км от точки старта. Также в эскизном проекте должна быть проведена оценка возможности использования районов падения, согласованных в ходе ОКР «РПОЧ-Восток», в том числе, для РКН «Союз-2» (на побережье Татарского пролива и в Охотском море). Однако для всех вариантов выведения полезной нагрузки (кроме выведения на замкнутые орбиты) должно быть обеспечено падение верхних ступеней PH в безопасные районы Мирового океана для исключения засорения околоземного пространства.

## Технико-экономическое обоснование проекта
В процессе разработки эскизного проекта КРК СТК должна быть разработана калькуляция сметной стоимости создания КРК СТК и его изделий, включая оценку трудоёмкости изготовления изделий комплекса, экспериментальную отработку, технологическое обеспечение, подготовку производства. Обоснование технико-экономических показателей создания УСК и ТК будет прописано в ценах 2018 года и соответствовать ГОСТ В 20.39.106-83.
На этапе ЭП в технико-экономическом обосновании должны быть определены и обоснованы следующие предварительные технико-экономические показатели:
- Стоимость строительства объектов, средств измерений, контроля, регистрации и другой инфраструктуры, обеспечивающей осуществление запусков с космодрома, в том числе варианта размещения производства крупногабаритных элементов конструкции PH СТК и РБ РКН СТК на космодроме «Восточный».
- Стоимость создания УСК и ТК РКН, ТК PH, ТК РБ РКН СТК, ТК МБ в составе универсального технического комплекса.
- Трудоёмкость технического обслуживания РКН на УСК, а также РКН и её составных частей на ТК в процессе эксплуатации.
- Среднегодовая стоимость эксплуатации УСК и ТК с учётом климатической зоны космодрома «Восточный».
- Затраты на монтаж, пусконаладочные работы и испытания оборудования на УСК и ТК.
- Проект калькуляции сметной стоимости УСК и ТК.
- Сравнительные технико-экономические показатели КРК СТК по сравнению с разрабатываемыми зарубежными комплексами аналогичного типа.

## Стоимость и финансирование разработки

### Оценка стоимости разработки
- В 2014 году, согласно проекту Федеральной космической программы на 2016—2025 годы, создание РН СТК оценивалось Роскосмосом в 151,6 млрд рублей. Создание кислородно-водородного разгонного блока оценивалось в 60,5 млрд рублей с началом наземной экспериментальной отработки в 2021 году[154].
- В 2015 году полную стоимость создания сверхтяжёлого носителя грузоподъёмностью 70—80 тонн оценили в 600—700 млрд рублей, а вариант с облётом Луны на пилотируемом транспортном корабле без высадки на неё — в 1 трлн[155].
- 24 марта 2015 года глава Научно-технического совета «Роскосмоса» Юрий Коптев заявил СМИ, что создание сверхтяжёлой ракеты грузоподъёмностью 70—80 тонн обойдётся в 700 млрд рублей[156].
- 29 ноября 2016 года первый замглавы «Роскосмоса» Александр Иванов оценил стоимость создания сверхтяжёлого носителя и инфраструктуры под него на космодроме «Восточный» в 1,5 трлн рублей[157].
- 17 июля 2017 года источник в ракетно-космической отрасли сообщил СМИ, что стоимость разработки сверхтяжёлого носителя и инфраструктуры для него оценили в 1 трлн рублей, при этом стоимость разработки ракеты-носителя сверхтяжёлого класса вплоть до создания первого лётного изделия оценена в 700 млрд рублей[41].
- 3 октября 2017 года глава РКК «Энергия» Владимир Солнцев сообщил СМИ, что предварительная оценка стоимости работ по созданию ракеты-носителя сверхтяжёлого класса выполнена, но не сообщил конкретную сумму[45].
- В середине декабря 2018 года источник в ракетно-космической отрасли сообщил СМИ, что «Роскосмос» обязался внести к 15 января 2019 года на согласование федеральным органам власти проект ФЦП на 2020—2030-е годы по созданию сверхтяжёлой ракеты-носителя. ФЦП по сверхтяжёлой ракете станет частью госпрограммы, посвящённой освоению Луны. Речь идёт о разработке ракеты, создании опытного образца и проведении одного беспилотного запуска в облёт Луны. ФЦП предварительно оценивается в 1,5 трлн рублей[73]. При этом создание космического аппарата или корабля, который будет запускаться, будет финансироваться по другой программе. Предусматривается также проведение в эти сроки пилотируемого облёта Луны, но это требует выделения дополнительного финансирования[77].
- 10 января 2019 года источник в ракетно-космической отрасли сообщил СМИ, что руководство «Роскосмоса» поставило задачу уложиться при разработке и создании первого лётного экземпляра «Енисея» суммой в один триллион рублей или чуть больше. Другой источник в ракетно-космической отрасли отметил, что точной суммы пока нет, поскольку головной финансовый институт отрасли «Агат» не провёл соответствующих расчётов по предложенному основному и дополнительным вариантам компоновки ракеты[158].
- 25 марта 2019 года глава Роскосмоса Дмитрий Рогозин сообщил СМИ, что стоимость создания и первого запуска «Енисея» оценивается в 740 млрд рублей. При этом это минимальная сумма, в которую входит стоимость всех работ, включая создание стартового стола сверхтяжёлого класса, подготовку к пуску и сам пуск с макетом полезной нагрузки[159].
- 20 августа 2019 года глава Роскосмоса Дмитрий Рогозин на молодежном форуме «Машук-2019» сообщил, что «Енисей» будет примерно в четыре раза дешевле американской SLS[160].
- 1 сентября 2019 года вице-премьер Юрий Борисов в интервью СМИ сообщил, что программа создания ракеты-носителя сверхтяжёлого класса варьируется от 1 трлн до 1,7 трлн рублей, и такой разброс стоимостных оценок недопустим[161].
- 8 октября 2020 года глава Роскосмоса Дмитрий Рогозин сообщил СМИ, что стоимость создания сверхтяжёлой ракеты «Енисей-1» составит около 1 трлн рублей[162].
- 24 мая 2021 года директор по перспективным программам и науке Роскосмоса Александр Блошенко сообщил СМИ, что стоимость создания сверхтяжёлого носителя составит 800 млрд рублей[163][164].

### Финансирование разработки
Создание сверхтяжёлого носителя потребуют пересмотра Федеральной космической программы, поскольку текущая версия ФКП на 2016—2025 годы не предусматривает значительных средств на переход от бумажных работ к «железу». Для этого планируется к концу 2019 года сделать отдельную подпрограмму и выделить отдельное финансирование. В действующей программе на разработку ключевых элементов и технологий для космического ракетного комплекса сверхтяжёлого класса (ОКР «Элементы СТК») до 2025 года заложено всего 23,419 млрд рублей. Эти средства должны пойти на создание опытных образцов и технологий ракетных двигателей, криогенных топливных баков, бортовых систем и агрегатов, конструкционных материалов.
6 сентября 2019 года пресс-служба РКЦ «Прогресс» сообщила СМИ, что объем финансирования создания РН СТК будет сформирован по итогам этапа проектирования после получения технико-экономического обоснования от смежных предприятий, задействованных в разработке составных частей РН СТК.
Бюджет разработки в Федеральной космической программе 2016—2025 годов (в миллиардах рублей):
| 2018                        | 2019   | 2020 | 2021 | 2022 | 2023 | 2024 | 2025 | 2026 | 2027 | Итого: |
| --------------------------- | ------ | ---- | ---- | ---- | ---- | ---- | ---- | ---- | ---- | ------ |
| 0,5529¹                     | 1,060¹ |      |      |      |      |      |      |      |      |        |
| (¹) Эскизное проектирование |        |      |      |      |      |      |      |      |      |        |

В начале августа 2018 года «Роскосмос» начал подготовку федеральной целевой программы по созданию сверхтяжёлой ракеты. В конце мая 2019 года была разработана концепция Федеральной целевой программы «Создание космического ракетного комплекса сверхтяжёлого класса на 2020—2030 годы».
Бюджет разработки в рамках ФЦП «Создание космического ракетного комплекса сверхтяжёлого класса на 2020—2030 годы» (в миллиардах рублей):
| 2020 | 2021 | 2022 | 2023 | 2024 | 2025 | 2026 | 2027 | 2028 | 2029 | 2030 | Итого: |
| ---- | ---- | ---- | ---- | ---- | ---- | ---- | ---- | ---- | ---- | ---- | ------ |
|      |      |      |      |      |      |      |      |      |      |      |        |

- 16 августа 2017 года вице-премьер Дмитрий Рогозин сообщил СМИ, что на создание сверхтяжёлого носителя планируется выделить несколько миллиардов рублей в 2018 году[167].
- 1 февраля 2018 года глава «Роскосмоса» Игорь Комаров сообщил СМИ, что к концу 2019 года «Роскосмос» должен будет сформировать подпрограмму, которую внесут в Федеральную космическую программу 2016—2025 годов[168].
- В конце февраля 2018 года на сайте госзакупок «Роскосмосом» был опубликован план закупок товаров, работ, услуг для обеспечения федеральных нужд на 2018 финансовый год и на плановый период 2019 и 2020 годов, из которого следует, что в рамках ФКП на 2016—2025 годы на создание опытных образцов и технологии создания ключевых элементов РН и РБ сверхтяжёлого класса начиная с 2019 года будет выделено в общей сложности 23,419 млрд рублей[169].
- 27 марта 2018 года на сайте госзакупок «Роскосмосом» был опубликован контракт на разработку эскизного проекта космического ракетного комплекса сверхтяжёлого класса стоимостью 1,613 млрд рублей[54].
- 23 января 2019 года премьер-министр РФ Дмитрий Медведев на совещании о финансово-экономическом состоянии госкорпорации «Роскосмос» и её подведомственных организаций сообщил, что запланированный объём бюджетного финансирования на период 2019—2021 годов составит более 515 миллиардов рублей, часть их которых будет потрачена на создание сверхтяжёлого носителя[170].
- 21 октября 2020 года на сайте госзакупок был размещен контракт, согласно которому Роскосмос потратит 1,47 млрд рублей в 2020—2021 годах на разработку технического проекта «Енисея» (537,4 млн рублей в 2020 году и 930 млн рублей — в 2021 году)[171].

### Косвенные затраты
Предполагается, что косвенные затраты не будут учитываться в общей смете создания сверхтяжёлой ракеты.
- 8 августа 2017 года генеральный директор НПО «Энергомаш» Игорь Арбузов сообщил СМИ, что предприятие вложит почти 7 млрд рублей до конца 2019 года в подготовку производства двигателей РД-171МВ для «Союза-5», которые также будут использоваться в первой ступени сверхтяжёлого носителя[172].
- 16 августа 2017 года на сайте госзакупок «Роскосмосом» был опубликован госконтракт на разработку техзадания эскизного проекта «Союза-5» стоимостью 343 млн рублей, наработки из которого будут использованы при создании сверхтяжёлого носителя (часть «Разработка ключевых элементов и технологий создания космического ракетного комплекса сверхтяжёлого класса»).
- В конце мая 2019 года на сайте госзакупок Роскосмосом был опубликован контракт на создание кислородно-водородного разгонного блока для «Ангары», который также будет использоваться в сверхтяже. В 2019—2025 годах на эти работы планируется потратить в сумме 9,1 миллиарда рублей[173].

### Госконтракты
1. Закупка № 0995000000217000069. «Разработка эскизного проекта на комплекс ракеты-носителя среднего класса для лётно-конструкторской отработки ключевых элементов космического ракетного комплекса сверхтяжёлого класса».
2. Закупка № 0995000000218000027. «Разработка эскизного проекта космического ракетного комплекса сверхтяжёлого класса».
3. Закупка № 0995000000220000063. «Разработка ключевых элементов и технологий создания космического ракетного комплекса сверхтяжёлого класса» (Шифр ОКР «Элементы СТК») «Разработка технического проекта космического ракетного комплекса с ракетой-носителем сверхтяжёлого класса и разгонным блоком» (Шифр СЧ ОКР «Элементы СТК» (ТП)).
Примечание: На Международном аэрокосмический салоне «Ле-Бурже — 2019» было объявлено, что зарубежные страны не будут принимать участие в проекте по созданию российской ракеты-носителя сверхтяжёлого класса.

## Критика проекта
За
Член Академии космонавтики им. К. Э. Циолковского Александр Железняков в марте 2018 года высказал мысль о том, что сверхтяжёлый носитель может понадобиться не только для освоения Луны и Марса, но и для оборонных целей. Также в марте 2018 года член-корреспондент Российской академии космонавтики Андрей Ионин высказал мысль о том, что проект сверхтяжёлой ракеты определит развитие всей аэрокосмической отрасли на ближайшие десять лет.
Против
- В 2014 году член-корреспондент Российской академии космонавтики им. К.Э. Циолковского Андрей Ионин сообщил СМИ, что сверхтяжёлая ракета нужна исключительно для проектов освоения человеком Луны или Марса, однако задача освоения конкретно не поставлена и в соответствующих документах не прописана. По его словам, независимые наблюдатели также очень критично относятся к планам создания сверхтяжёлой ракеты и вытекающим из них освоению Луны и Марса: в отличие от времен Сергея Королёва и Вернера фон Брауна, сейчас нужна не сверхцель, а разумная, понятная и приемлемая по деньгам цель для осуществления подобных проектов в условиях, когда существует множество других проблем[180].
- В 2017 году научный руководитель Института космической политики Иван Моисеев высказал мнение, что полезных нагрузок и задач для сверхтяжёлого носителя у России нет, а проект предполагается разрабатывать по схожему принципу, что и при создании советских сверхтяжёлых ракет Н-1 и «Энергия», когда конкретных целей по выведению грузов не было, а разработка использовала все свободные финансовые ресурсы при их ограниченности[46]. Схожего мнения придерживается и создатель сайта RussianSpaceWeb.com Анатолий Зак, — на страницах журнала Popular Mechanics в начале февраля 2018 года он высказал мысль о том, что без наличия у России серьёзной научной программы по освоению космоса новую сверхтяжёлую ракету постигнет участь её советских предшественников — Н-1 и «Энергия» — поскольку ни коммерческие, ни военные заказчики не заинтересованы в выводе на орбиту столь тяжёлых грузов[181].
- 4 марта 2019 года пресс-служба НПО «Энергомаш» распространила пресс-релиз, согласно которому отставание России в создании сверхтяжа от других космических держав составляет 3 года — в то время, как большинство стран планируют создать РН СТК уже к 2025 году, в России это произойдет не ранее 2028 года[182].
- 15 сентября 2021 года аналитик, член-корреспондент Российской академии космонавтики им. К.Э. Циолковского Андрей Ионин сообщил СМИ, что всегда был против создания сверхтяжёлой ракеты. По его словам, проект кислородно-керосиновой ракеты являлся проектом масштабированием имеющегося задела, а не проектом технологического развития. Огромные бюджетные расходы привели бы к мизерному эффекту в развитии отрасли, науки, технологий, страны. А у России сейчас не так много денег, чтобы реализовывать проекты со столь низким технологическим выхлопом в то время, когда существуют проекты с потенциально более мощным «выхлопом», к примеру, Транспортно энергетический модуль, без которого освоение Луны и других дальних космических объектов невозможно, и «космический интернет»[183].

## Ракеты-носители аналогичного класса
| Сравнение характеристик советских и российских сверхтяжёлых ракет-носителей                                                              | Сравнение характеристик советских и российских сверхтяжёлых ракет-носителей | Сравнение характеристик советских и российских сверхтяжёлых ракет-носителей | Сравнение характеристик советских и российских сверхтяжёлых ракет-носителей | Сравнение характеристик советских и российских сверхтяжёлых ракет-носителей | Сравнение характеристик советских и российских сверхтяжёлых ракет-носителей | Сравнение характеристик советских и российских сверхтяжёлых ракет-носителей | Сравнение характеристик советских и российских сверхтяжёлых ракет-носителей | Сравнение характеристик советских и российских сверхтяжёлых ракет-носителей | Сравнение характеристик советских и российских сверхтяжёлых ракет-носителей | Сравнение характеристик советских и российских сверхтяжёлых ракет-носителей | Сравнение характеристик советских и российских сверхтяжёлых ракет-носителей | Сравнение характеристик советских и российских сверхтяжёлых ракет-носителей | Сравнение характеристик советских и российских сверхтяжёлых ракет-носителей |
| Ракета-носитель | Страна                                                                      | Первый запуск                                                               | Пилотируемая                                                                | Кол-во успешных запусков (всего)                                            | Широта СК                                                                   | Стартовая масса, т                                                          | Длина, м                                                                    | Масса ПН, т                                                                 | Масса ПН, т                                                                 | Масса ПН, т                                                                 | Масса ПН, т                                                                 | Диам. ГО, м                                                                 | Цена пуска, млн рублей                                                      |
| Ракета-носитель | Страна                                                                      | Первый запуск                                                               | Пилотируемая                                                                | Кол-во успешных запусков (всего)                                            | Широта СК                                                                   | Стартовая масса, т                                                          | Длина, м                                                                    | НОО                                                                         | ГПО                                                                         | ГСО                                                                         | TLI                                                                         | Диам. ГО, м                                                                 | Цена пуска, млн рублей                                                      |
| --- | --------------------------------------------------------------------------- | --------------------------------------------------------------------------- | --------------------------------------------------------------------------- | --------------------------------------------------------------------------- | --------------------------------------------------------------------------- | --------------------------------------------------------------------------- | --------------------------------------------------------------------------- | --------------------------------------------------------------------------- | --------------------------------------------------------------------------- | --------------------------------------------------------------------------- | --------------------------------------------------------------------------- | --------------------------------------------------------------------------- | --------------------------------------------------------------------------- |
| РН СТК первого этапа | Флаг России                                                                 | 2028                                                                        | Да                                                                          |                                                                             | 51,7°                                                                       | 3167                                                                        |                                                                             | 112                                                                         |                                                                             | 26                                                                          | 27                                                                          |                                                                             |                                                                             |
| РН СТК второго этапа | Флаг России                                                                 | 2033—2035                                                                   | Да                                                                          |                                                                             | 51,7°                                                                       |                                                                             |                                                                             | 140                                                                         |                                                                             | 29,5                                                                        | 33                                                                          |                                                                             |                                                                             |
| Н-1 | Флаг СССР                                                                   | 1969                                                                        | Да²                                                                         | 0 (4)                                                                       | 46°                                                                         | 2735 (Н1) 2950 (Н1Ф)                                                        | 105,3                                                                       | 90—100                                                                      |                                                                             | 22—24                                                                       | 31—34                                                                       |                                                                             |                                                                             |
| «Энергия» | Флаг СССР                                                                   | 1987                                                                        | Да                                                                          | 2 (2)                                                                       | 46°                                                                         | 2400                                                                        | 59                                                                          | 100                                                                         |                                                                             | 18                                                                          | 32                                                                          |                                                                             |                                                                             |
| (¹) Предполагаемое количество пусков в рамках лётно-конструкторских испытаний, (²) Испытания были прекращены на этапе беспилотных пусков |                                                                             |                                                                             |                                                                             |                                                                             |                                                                             |                                                                             |                                                                             |                                                                             |                                                                             |                                                                             |                                                                             |                                                                             |                                                                             |